# Squilla mantis
La pannocchia o canocchia (Squilla mantis (Linnaeus, 1758)) è un crostaceo della famiglia degli Squillidae che può raggiungere una lunghezza massima di 20 cm. Nel linguaggio comune viene a volte chiamata "cicala di mare", termine usato però anche per Scyllarus arctus, specie appartenente a famiglia e ordine differenti con cui non va confusa.

## Descrizione
Ha una corazza di colore bianco-grigiastra con riflessi rosati e con due caratteristiche macchie ovali bruno-violacee sulla coda simili a occhi, volti a ingannare il predatore e attrarlo laddove l’esoscheletro è maggiormente resistente. La forma è allungata. Vive ad una profondità che va dai 10 m ai 200 m sui fondi sabbiosi, fangosi costieri, spesso in prossimità della foce dei fiumi o dello sbocco dei canali. È un animale solitario, vive durante il giorno in gallerie scavate nel fondo e di notte esce alla ricerca di cibo o per la riproduzione. 

## Pesca
Viene generalmente catturata con le reti a strascico o le reti da posta. Viene altresì catturata con piccole nasse a forma di gabbiette dove si colloca un'esca costituita da piccoli pesci, specialmente la sarda.

## Riproduzione
La femmina depone numerose uova durante la primavera. Dalle uova nascono delle piccole larve che trascorrono una lunga vita in piena acqua, come costituenti del plancton, prima di subire la metamorfosi.